# Túnel de Sarajevo
El Túnel de Sarajevo fou una construcció feta durant el setge de Sarajevo a la guerra de Bòsnia. Milers de bosnians van idear una forma d'escapar de l'horror de la guerra: construir un túnel secret sota terra que els comuniqués amb l'aeroport per poder fugir de la persecució i la mort. El túnel de Sarajevo va ser excavat en només 6 mesos per voluntaris que treballaven en torns de 8 hores. Va unir els barris de Dobrinja i Butmir i va ser l'única forma d'entrar i sortir de la ciutat assetjada. Durant el temps que va estar en funcionament s'estima que 20 milions de tones d'aliments van entrar a la ciutat, i que més d'un milió de persones el van utilitzar. Va ser l'entrada de l'energia elèctrica de la ciutat i de la comunicació telefònica amb la resta del món. Fins i tot en el seu interior es va instal·lar una canonada que assortia de combustible a la ciutat. També el túnel es va convertir en una de les principals formes d'eludir l'embargament internacional d'armes. Dels seus gairebé 800 metres, només queden en peu 20 metres que formen part d'un museu. Ara és un dels llocs turístics més visitats de la capital de Bòsnia i Hercegovina.

## Museu
El Museu del Túnel de Sarajevo està situat a l'entrada del passadís soterrat que, excavat per veïns de la zona, va servir per entrar i sortir de la ciutat mentre durà el setge que va patir Sarajevo durant la Guerra dels Balcans. Una senzilla exposició explica la història del túnel, que va ser l'única via d'entrada de provisions a la ciutat a part dels avions que arribaren amb ajuda internacional quan els combats els ho permetien. El petit museu està situat al jardí d'una casa privada als afores del centre, al costat de l'aeroport. El túnel de Sarajevo representa un símbol de la resistència dels ciutadans i ciutadanes d'aquesta població, que van resistir un setge de quatre anys en plena Guerra dels Balcans. Entre 1992 i 1995, tropes sèrbies es van situar als turons que envolten la ciutat evitant l'entrada i sortida dels seus habitants i atemorint la població amb l'acció dels franctiradors.